# Svegliarino
Lo svegliarino è un orologio meccanico, generalmente da polso, avente anche la funzione di sveglia meccanica. Generalmente la funzione di sveglia meccanica è gestita tramite un'apposita lancetta che permette di impostare l'ora in cui far scattare l'allarme e ricaricare la molla della sveglia.
Uno svegliarino venne progettato da Francesco Faà di Bruno.